# 東京都防災士会
東京都防災士会（とうきょうとぼうさいしかい）は、日本防災士会の東京支部。

## 概要
東京都を主な活動範囲として、一般市民を対象に災啓発活動を実施し、平時における地域防災力の向上と、災害時における支援活動に取り組む防災士や防災士の活動に賛同する市民等への支援を通じて、安全で安心な社会の実現に寄与することを目的としている。
東京都庁及び都民と連携するなど地元に密着した実効ある活動を行うとともに「誰ひとり取り残さない」ことを理念として、人種、性、宗教、政治などの信条や経済的・社会的条件等によらない人道的な活動を行うことをその目的としている。

## 事業

### 東京都と3大共助との連携
首都直下地震などの東京都に災害が起こった際、災害時に組織的に動く公的な組織である東京都と公助３大組織と総称される警察（警視庁）・消防（東京都消防庁）・自衛隊（陸上自衛隊第1師団）と日頃から連携を図り、その活動を支援する。
「公助と共助の架け橋」となることを活動方針の大切な柱の一つに位置付けている。首都直下型大地震が発生したときに直面せざるを得ない公助の限界を理解し、その上でどのように「自助」「共助」の力を最大限に発揮するのかについて、会員で議論し、災害時に備えている。

### 防災情報の発信
「自助」「共助」の力を最大限に発揮するにあたって、防災情報を発信し、共に防災について理解を深める企画をおこなっている。
東京都防災士会と連携し、防災情報の発信に特化したメディアに東京防災情報誌がある。
- YouTubeチャンネル「東京都防災士会_広報PR」

各種防災意識の啓発を目的とした防災イベントや勉強会など動画によって広く市民に伝えるチャンネル。各企画への参加者は、東京都内で活動される防災士だけでなく防災に関心のある人である。
- Note記事

講演会の文字起こしや、上述のYouTube動画のダイジェスト記事を載せている。防災に関わる情報の発信が目立つ。

## 組織

### 都内ブロック
- 台東区ブロック
- 江東区ブロック
- 葛飾区ブロック
- 港区ブロック
- 新宿区ブロック
- 目黒区ブロック（めぐろ防災士会）[9]
- 大田区ブロック（おおた防災士会）
- 世田谷ブロック（NPOせたがや防災士会）[10]
- 中野区ブロック
- 杉並区ブロック（準備中）
- 練馬区ブロック
- 板橋区ブロック[11]
- 多摩ブロック[12]

### 設立時の役員一覧
- 大林一洋（理事長、日本防災士会東京都支部長、元南関東防衛局調達部次長（海将補）[13]）
- 梅田雅美（副理事長）
- 千種伸彰（副理事長）
- 川原伸朗（理事）
- 清水美紀子（理事）
- 松本健児（理事）
- 乾栄一郎（理事、東京防災情報誌運営）
- 多田邦晃（理事）
- 栗山利男（理事）
- 高橋亜弥子（理事）
- 遠藤昭夫（監事）[14]